# Coppa delle Fiere 1958-1960
La seconda edizione della Coppa delle Fiere venne disputata tra il 1958 e il 1960. Ci furono cinque rappresentative di alcune delle principali città europee, tre delle quali uscirono al primo turno. Il titolo fu vinto per la seconda volta consecutiva dal Barcellona, che sconfisse in finale il Birmingham City. Anche in questa occasione, diverse nazioni inviarono una squadra rappresentativa delle loro principali città, anche se Londra mandò invece il Chelsea. Il Copenaghen XI era composto principalmente da giocatori del Boldklubben Frem, e giocò con la divisa di tale squadra.

## Ottavi di finale
| Squadra 1            | Totale | Squadra 2       | Andata | Ritorno |
| -------------------- | ------ | --------------- | ------ | ------- |
| Union Saint-Gilloise | 6 - 2  | Lipsia XI       | 6 - 1  | 0 - 1   |
| Hannover 96          | 2 - 4  | Roma            | 1 - 3  | 1 - 1   |
| Colonia              | 2 - 4  | Birmingham City | 2 - 2  | 0 - 2   |
| Zagabria XI          | 4 - 3  | Újpesti Dózsa   | 4 - 2  | 0 - 1   |
| Copenaghen XI        | 2 - 7  | Chelsea         | 1 - 3  | 1 - 4   |
| Belgrado XI          | 11 - 4 | Losanna         | 6 - 1  | 5 - 3   |
| Basilea XI           | 3 - 7  | Barcellona      | 1 - 2  | 2 - 5   |
| Inter                | 8 - 1  | Olympique Lione | 7 - 0  | 1 - 1   |

## Quarti di finale
| Squadra 1            | Totale | Squadra 2   | Andata | Ritorno |
| -------------------- | ------ | ----------- | ------ | ------- |
| Union Saint-Gilloise | 3 - 1  | Roma        | 2 - 0  | 1 - 1   |
| Birmingham City      | 4 - 3  | Zagabria XI | 1 - 0  | 3 - 3   |
| Chelsea              | 2 - 4  | Belgrado XI | 1 - 0  | 1 - 4   |
| Barcellona           | 8 - 2  | Inter       | 4 - 0  | 4 - 2   |

## Semifinali
| Squadra 1            | Totale | Squadra 2       | Andata | Ritorno |
| -------------------- | ------ | --------------- | ------ | ------- |
| Union Saint-Gilloise | 4 - 8  | Birmingham City | 2 - 4  | 2 - 4   |
| Belgrado XI          | 2 - 4  | Barcellona      | 1 - 1  | 1 - 3   |

## Finali
| Squadra 1       | Totale | Squadra 2  | Andata | Ritorno |
| --------------- | ------ | ---------- | ------ | ------- |
| Birmingham City | 1 - 4  | Barcellona | 0 - 0  | 1 - 4   |